# Marta Podoska-Koch
Marta Podoska-Koch h. Junosza (ur. 12 sierpnia 1905 w Kijowie, zm. 24 października 2003 w Zielonce) – polska malarka, rzeźbiarka i ceramiczka.

## Życiorys
Była córką Romana – uczonego-elektryka i Marii z d. Zakrzewskiej. Miała starszego brata Jana Józefa – profesora Politechniki Warszawskiej.
Dużą część dzieciństwa, aż do rewolucji bolszewickiej, spędziła na wsi ukraińskiej. Cała jej rodzina ze strony obojga rodziców pochodziła z Ukrainy. Wszyscy jednak byli Polakami. Wywodzili się z dawno osiadłych na tamtych ziemiach polskich rodzin.
W 1918 przeniosła się z rodziną do Warszawy, a później do nieodległej od stolicy Zielonki. Państwowe Gimnazjum Żeńskie im. Królowej Jadwigi ukończyła w Warszawie. Następnie od 1926 do 1931 studiowała w stołecznej Szkole Sztuk Pięknych (od 1932 ASP) u Tadeusza Pruszkowskiego (malarstwo sztalugowe i Leonarda Pękalskiego (malarstwo ścienne). Dyplom otrzymała dopiero w 1939. Należała do „Grupy Czwartej”, ostatniej formacji artystycznej powstałej w pracowni Pruszkowskiego.

Marta Podoska-Koch: „Grupa Czwarta” to byli uczniowie profesora Pruszkowskiego. Grupy tworzyły się z tych, którzy w danym roku kończyli szkołę. Były to: „Bractwo św. Łukasza” powstałe w 1925, „Szkoła Warszawska” z 1929, „Loża Wolnomalarska” założona w 1932, która zmieniła trzy lata później nazwę na „Loża Malarska”, oraz w 1936 – „Grupa Czwarta”. „Czwarta” dlatego, że była taka w kolejności powstawania.

W 1937 jej prace były prezentowane w Sztokholmie i Paryżu na Międzynarodowej Wystawie Plastycznej oraz paryskiej – „Les femmes artistes d’Europe”. Rok później w warszawskim Salonie Sztuki Henryka Koterby miała swoją pierwszą wystawę indywidualną. Pokazała na niej pejzaże znad
Adriatyku, które były efektem jej kilkukrotnych pobytów w Jugosławii. Dużo podróżowała – przeważnie sama. Zwiedziła Hiszpanię, Wielką Brytanię, Francję i kilka krajów w Afryce. W 1938 razem z mężem, Władysławem Kochem, otrzymała nagrodę za projekt dekoracji barku warszawskiego Dworca Głównego. Mieszkała z nim wtedy w stolicy.
W 1944 straciła męża, który zginął walcząc w powstaniu warszawskim. Wkrótce potem opuściła Warszawę i zamieszkała w domu rodzinnym w Zielonce.
Po zakończeniu okupacji niemieckiej zajmowała się głównie sztuką użytkową, grafiką, malarstwem – ściennym (fresk, sgraffito) i na szkle, oraz mozaikami. Ilustrowała książki,  m.in. bajki Ewy Szelburg-Zarembiny – Niedziela i Przez różową szybkę. Współpracowała też z Wydawnictwem „Nasza Księgarnia” i pismem dla dzieci – „Iskierki”.
W latach 50. z inicjatywy Instytutu Wzornictwa Przemysłowego zaczęła wraz z Marią Wolską-Berezowską, Wandą Manteuffel, Henrykiem Gaczyńskim, Marią Gralewską współpracować z włocławską fabryką fajansu. Wówczas po raz pierwszy zetknęła się z ceramiką, która wkrótce stała się dominującym obiektem jej zainteresowań i działań twórczych. Wspólne wyjazdy i zajęcia we Włocławku skłoniły ww. grono do założenia nieformalnej „Grupy Pięciu Ceramików”. W 1974 doszło do powołania już oficjalnej Grupy Twórczej „Keramos”. Od początku istnienia nowego stowarzyszenia brała udział w jego wystawach. Ponadto uczestniczyła w wielu międzynarodowych i krajowych pokazach ceramiki. Miała dwie wystawy indywidualne. Jej prace były eksponowane także na pokazach Grupy Artystów Plastyków „Powiśle” oraz w Faenzy i Wiedniu.
Znaczące miejsce w jej twórczości miała tematyka sakralna, która najczęściej pojawiała się w malarstwie na szkle. Ponadto zdobiła wnętrza kaplic kościelnych w Staniszynie i Nieborowie. Wykonała też mozaikę w prezbiterium kościoła w Lubaniu. W czasie stanu wojennego powstała Droga Krzyżowa, którą pokazała na
wystawie „Obecność” w 1985 w kościele Miłosierdzia Bożego przy ul. Żytniej w Warszawie.
Zmarła w swojej ukochanej Zielonce. Została pochowana obok męża na tamtejszym cmentarzu parafialnym (sektor F, rząd 10, nr grobu 25).

## Życie prywatne
Jej mężem był Władysław Koch – malarz i grafik. Poznała go podczas studiów w SSP. Po ślubie często pracowali razem. Mieli córkę Magdalenę.

## Twórczość

### Malarstwo
- Bezrobotna, 1930
- Portret, lata 30.
- W ogrodzie
- Cyganka, 1933
- Anielka, 1933
- Pejzaż, 1938
- Pejzaż, 1947

### Obrazki na szkle
- Grójec, 1947
- Czarna Madonna, 1957
- Matka Boska Ostrobramska, 1958
- Matka Boska – miniatura
- Madonna z dzieciątkiem

### Ceramika
- Pikasiak, talerz porcelanowy, lata 50.
- Talerz fajansowy z motywami instrumentów muzycznych, 1955
- Wazon fajansowy, malowany pod glazurą, 1955
- Wazon ceramiczny, dwuuszny, fajans zdobiony, lata 60.
- Czarka fajansowa w kolorze szarym, o nieregularnym kształcie, glazurowana, lata 60.
- Kompozycja, ok. 1970
- Foka, 1972
- Ptaki, 1977

## Upamiętnienie
W 2011 w Galerii Przy Fabryczce w Wołominie została zorganizowana wystawa poświęcona artystycznemu małżeństwu – Marcie i Władysławowi Kochom. Pokazano ich prace z zakresu malarstwa, grafiki, rzeźby i ceramiki.